# Pavel Loskutov
Pavel Loskutov, född den 2 december 1969, är en estnisk friidrottare som tävlar i långdistanslöpning.
Loskutovs främsta merit är att han blev silvermedaljör vid EM i München 2002 i maraton. Han har även deltagit vid tre olympiska spel, bästa resultatet kom vid Olympiska sommarspelen 2004 då han slutade på 26:e plats.

## Personliga rekord
- Maraton - 2:08.53